# The New Yorker
The New Yorker is een Amerikaans tijdschrift voor reportages, commentaar, recensies, essays, fictie, satire en cartoons. Het tijdschrift verschijnt sinds 1925 en wordt momenteel 47 keer per jaar uitgebracht. De uitgever is Condé Nast Publications.
Hoewel de inhoud van het tijdschrift voornamelijk draait om de stad New York, kent het tijdschrift ook een groot lezerspubliek buiten de stad. Het tijdschrift geniet vooral bekendheid vanwege zijn commentaar op Amerikaanse popcultuur en de vele korte verhalen.

## Geschiedenis
The New Yorker debuteerde op 21 februari 1925. Het tijdschrift werd opgericht door Harold Ross en zijn vrouw Jane Grant, een journalist voor de New York Times. Ross wilde een humoristisch tijdschrift maken dat duidelijk anders zou zijn dan andere humoristische tijdschriften uit die tijd, zoals Judge. Hij werkte samen met Raoul H. Fleischmann om de F-R Publishing Company op te richten voor de publicatie van The New Yorker.
Hoewel het tijdschrift begon als humoristisch bedoeld blad en dat tot op de dag van vandaag is gebleven, werd het al snel ook een medium voor serieuzere journalistiek en fictie. Kort na het einde van de Tweede Wereldoorlog werd een nummer van het blad geheel gewijd aan John Hersey's essay Hiroshima. In de afgelopen decennia heeft het tijdschrift veel korte verhalen gepubliceerd van gerespecteerde schrijvers uit de 20e en 21e eeuw, waaronder Ann Beattie, John Cheever, Roald Dahl, Alice Munro, Haruki Murakami, Vladimir Nabokov, John O'Hara, Philip Roth, J.D. Salinger, Irwin Shaw, John Updike, E.B. White en Richard Yates.
Ross werd opgevolgd door William Shawn (1951–1987), die op zijn beurt weer werd opgevolgd door Robert Gottlieb (1987–1992) en Tina Brown (1992–1998).
In de beginjaren publiceerde het tijdschrift soms twee of drie korte verhalen per week, maar inmiddels is dit teruggebracht tot meestal één per nummer. De non-fictie artikelen beslaan vaak een groot aantal verschillende onderwerpen, variërend van dingen uit het dagelijks leven tot politieke en religieuze zaken. The New Yorker heeft een grote rol gespeeld bij veel grote literaire schandalen. Er werd zelfs tweemaal een rechtszaak aangespannen tegen het tijdschrift vanwege artikelen door Janet Malcolm over Sigmund Freud.
Sinds de jaren 90 maakt The New Yorker gebruik van het internet voor het publiceren van materiaal. Zo heeft het tijdschrift een eigen website.

## Films
De korte verhalen die worden gepubliceerd in The New Yorker hebben al meerdere malen geleid tot een film. Zowel de fictie als non-fictie artikelen zijn geliefd bij filmmakers als inspiratiebron. Enkele voorbeelden van deze films zijn Flash of Genius (2008), Away From Her, The Namesake (2007), Brokeback Mountain (2005), Everything Is Illuminated (2005), The Addams Family (1991) en diens vervolg Addams Family Values (1993), en The Swimmer (1968).
The New Yorker zelf stond ook een paar keer centraal in een film. Zo wordt de geschiedenis van het blad uitgediept in Mrs. Parker and the Vicious Circle, waarin Sam Robards de rol van Harold Ross speelt. Ook in Capote (2005) en Infamous (2006) speelt het tijdschrift een rol.
In 2013 verscheen "Hannah Arendt" van Margarethe von Trotta, waarin William Shawn en The New Yorker een belangrijke rol spelen.

## Publiek
Volgens de Audit Bureau of Circulation had The New Yorker 1.236.041 lezers in 2016. Het blad wordt in de hele Verenigde Staten gelezen. 53% van de lezers woont in de 10 grootste Amerikaanse steden. Volgens Mediamark Research Inc. is de gemiddelde leeftijd van de lezers van The New Yorker 47 jaar.

## Cover
De omslagen van The New Yorker zijn vaak ware kunstwerken en worden gemaakt door gerenommeerde illustratoren. Soms zijn het zeer controversiële onderwerpen, zoals de afbeelding van Barack Obama als een islamitische terrorist.  Joost Swarte heeft 8 keer  de cover van het blad mogen maken, naast tientallen illustraties in het blad zelf.

## Boeken
- Ross and the New Yorker door Dale Kramer (1951)
- The Years with Ross door James Thurber (1959)
- Ross, the New Yorker and Me door Jane Grant (1968)
- Here at The New Yorker door Brendan Gill (1975)
- About the New Yorker and Me door E.J. Kahn (1979)
- Onward and Upward: A Biography of Katharine S. White door Linda H. Davis (1987)
- At Seventy: More about the New Yorker and Me door E.J. Kahn (1988)
- Katharine and E.B. White: An Affectionate Memoir door Isabel Russell (1988)
- The Last Days of The New Yorker door Gigi Mahon (1989)
- Genius in Disguise: Harold Ross of the New Yorker door Thomas Kunkel (1997)
- Here But Not Here: My Life with William Shawn and the New Yorker door Lillian Ross (1998)
- Remembering Mr. Shawn's New Yorker: The Invisible Art of Editing door Ved Mehta (1998)
- Some Times in America: and a life in a year at the New Yorker door Alexander Chancellor (1999)
- The World Through a Monocle: The New Yorker at Midcentury door Mary F. Corey (1999)
- About Town: The New Yorker and the World It Made door Ben Yagoda (2000)
- Covering the New Yorker: Cutting-Edge Covers from a Literary Institution door Francoise Mouly (2000)
- Defining New Yorker Humor door Judith Yaross Lee (2000)
- Gone: The Last Days of the New Yorker, door Renata Adler (2000)
- Letters from the Editor: The New Yorker's Harold Ross edited door Thomas Kunkel (2000; letters covering the years 1917 to 1951)
- New Yorker Profiles 1925-1992: A Bibliography compiled door Gail Shivel (2000)
- NoBrow: The Culture of Marketing - the Marketing of Culture door John Seabrook (2000)
- Christmas at The New Yorker: Stories, Poems, Humor, and Art (2003)
- A Life of Privilege, Mostly door Gardner Botsford (2003)
- Maeve Brennan: Homesick at the New Yorker door Angela Bourke (2004)
- Let Me Finish door Roger Angell (Harcourt, 2006)
- War on Peace, The End of Diplomacy and the Decline of American Infuence door Ronan Farrow (2018)